# Phonapate deserti
Phonapate deserti là một loài bọ cánh cứng trong họ Bostrichidae. Loài này được Semenow miêu tả khoa học năm 1891.